# Humberto Jorge Rosa
Humberto Jorge Rosa (Buenos Aires, Argentina; 8 de abril de 1932 - Padua, Italia; 8 de septiembre de 2017) fue un futbolista y entrenador argentino. Jugó de mediocampista.

## Trayectoria

### Rosario Central

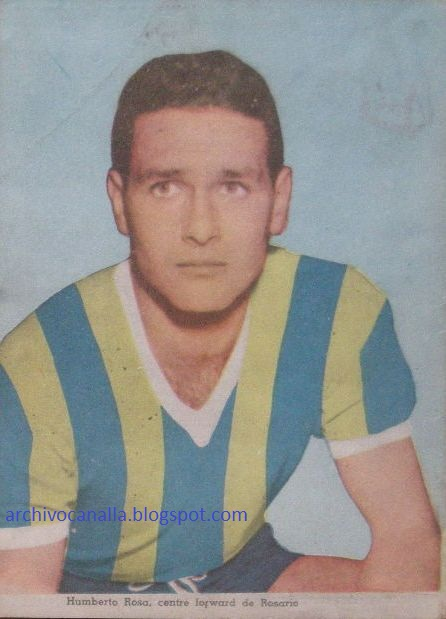

De pequeño se mudó con su familia a Rosario. Su primer club fue el Rosario Central, donde jugó 111 partidos marcando 39 goles. Formó una memorable dupla con Oscar Massei. En su año debut marcó 8 goles en 13 encuentros. Su posición en la cancha fue variando, empezando como centrodelantero y pasando luego hacia los costados del ataque y también como armador de juego. Una característica de su fútbol fue la capacidad de controlar y llevar la pelota casi sin tocarla, aún en velocidad. Fue elevando su nivel de juego, al punto de ser convocado para la Selección Argentina en 1953. En 1954 cerró su último torneo en Central con 10 goles en 26 encuentros, siendo vendido a Sampdoria de Italia.

### Sampdoria
Llegó en 1955 al cuadro genovés. En su partido debut marcó el gol de su equipo en el empate 1-1 ante Catania. Marcó 8 goles en ese torneo, vulnerando la valla de equipos grandes como Juventus, Roma e Inter. Al año siguiente marcó 2 goles y pasó a Pádova. En la Samp jugó 48 encuentros y convirtió 10 goles.

### Pádova

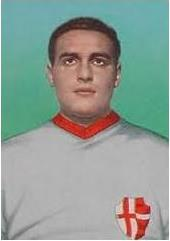

Disputó cinco temporadas en Pádova, marcando 19 goles en 150 partidos. En este club dejó una huella imborrable. Allí se hizo dueño del mediocampo y manejó los hilos del juego de su equipo. Su buen nivel le valió ser pretendido primero por Lazio, y luego por Juventus, que finalmente se lo llevó.

### Lazio
En 1957 disputó un torneo amistoso en Brasil, la Copa Morumbí. Jugó 3 partidos y marcó 1 gol, pero el club romano finalmente no lo fichó.

### Juventus

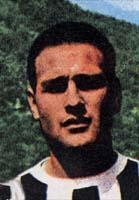

Jugó la temporada 1961-62 con la Vecchia Signora; 18 partidos y 2 goles. Llegó a un equipo que se encontraba en medio de un recambio del plantel que había conseguido varios títulos para el club. A Rosa le costó demostrar su nivel en un equipo con mayores pretensiones deportivas que Pádova, pero igual tuvo mucha participación y jugó con la Juve la Copa de Campeones de Europa.

### Nápoli

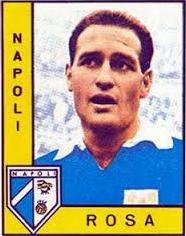

Desde 1962 hasta 1964 jugó en el cuadro napolitano 44 partidos y marcó 4 goles. Allí recuperó su nivel y demostró su calidad durante dos temporadas, retirándose en el cuadro de la Campania.
Como entrenador debutó en 1966 en el Padova, con el que llegó a la final de Copa de Italia perdida frente al Milan.

## Clubes

### Como futbolista
| Club            | País      | Año       |
| --------------- | --------- | --------- |
| Rosario Central | Argentina | 1950-1954 |
| Sampdoria       | Italia    | 1954-1955 |
| Padova          | Italia    | 1956-1961 |
| Juventus        | Italia    | 1961-1962 |
| Napoli          | Italia    | 1962-1964 |

### Como entrenador
| Club              | País   | Año       |
| ----------------- | ------ | --------- |
| Padova            | Italia | 1966-1969 |
| Siracusa          | Italia | 1972-1973 |
| Latina            | Italia | 1973-1974 |
| Udinese           | Italia | 1975-1976 |
| Pro Patria Calcio | Italia | 1976-1977 |
| Venezia           | Italia | 1978-1979 |

## Selección nacional
Tuvo la particularidad de ser convocado para dos selecciones nacionales: Argentina e Italia. Fue convocado para jugar ante Inglaterra en 1953, partido en el que no jugó y fue ganado por la albiceleste con el famoso gol de Ernesto Grillo. Disputó 1 encuentro en 1963 en una selección considerada clase B.